# Frênes
Frênes ist eine Ortschaft im französischen Département Orne in der Normandie. Die bisher eigenständige Gemeinde wurde mit Wirkung vom 1. Januar 2015 mit Tinchebray, Beauchêne, Larchamp, Saint-Cornier-des-Landes, Saint-Jean-des-Bois und Yvrandes zur Commune nouvelle Tinchebray-Bocage fusioniert. Seither ist sie eine Commune déléguée.
Nachbarorte sind Saint-Quentin-les-Chardonnets im Nordwesten, Montsecret-Clairefougère im Norden, Cerisy-Belle-Étoile im Osten, Landisacq im Südwesten und Tinchebray im Westen.

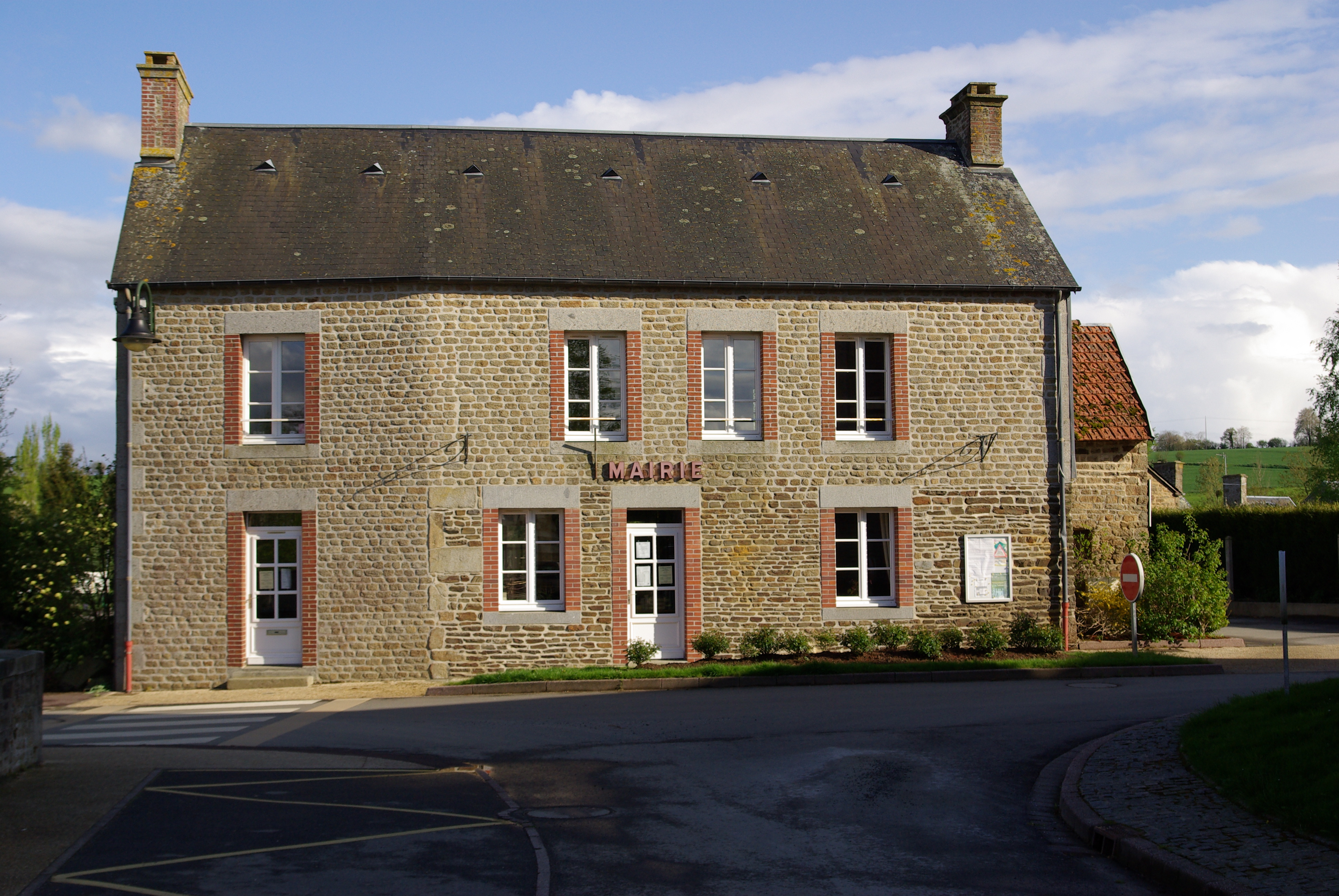
Ehemalige Mairie

## Bevölkerungsentwicklung
| Jahr      | 1962 | 1968 | 1975 | 1982 | 1990 | 1999 | 2008 | 2015 |
| --------- | ---- | ---- | ---- | ---- | ---- | ---- | ---- | ---- |
| Einwohner | 723  | 700  | 633  | 652  | 694  | 702  | 806  | 850  |